# Black Torch
Black Torch (ブラックトーチ, Burakkutōchi) est un shōnen manga de Tsuyoshi Takaki. Il est prépublié à partir de décembre 2016 dans le magazine Jump Square, puis transféré sur le magazine en ligne Shōnen Jump+ où la série finit en juillet 2018. La série est compilée en un total de 5 volumes reliés par Shūeisha. La version française est éditée par Ki-oon.

## Synopsis
Jiro est un adolescent descendant d'une famille de ninja qui a la capacité de parler avec les animaux et qui a un tempérament plutôt bagarreur. Un jour il rencontre un chat blessé et décide de lui porter secours. Il se trouve que le félin, n'est pas qu'un simple chat mais est un puissant Mononoke.
Poursuivis par un autre Mononoke voulant le pouvoir décrit comme infini de Rago, le chat, Jiro se fait tuer. Pour secourir son sauveur, Rago décide de fusionner avec lui, ce qui donne naissance au premier être combinant un Mononoke et un humain.

## Personnages
- Jiro Azuma (我妻 弍郎, Azuma Jirō?) est un adolescent faisant partie d'une grande lignée de ninja, il vit avec son grand-père qui lui a enseigné les techniques de la famille. Il peut, comme son grand-père, parler avec les animaux. Il aime plutôt se battre et s'attirer des ennuis. C'est ce tempérament qui le fera presque mourir si Rago n'était pas venu le sauver en fusionnant avec lui.

- Rago (羅睺, Ragō?) est un Mononoke à l'apparence d'un chat noir. Il a été retenu prisonnier dans le Bureau des investigations et est recherché par les autres Mononoke. Pour sauver Jiro, il fusionne avec lui.

- Ichika Kishimojin  (鬼子母神 一華, Kishimojin Ichika?) est une fille membre du Bureau des investigations.

## Liste des volumes
| no | Japonais        | Japonais          | Français       | Français          |
| no | Date de sortie  | ISBN              | Date de sortie | ISBN              |
| --- | --------------- | ----------------- | -------------- | ----------------- |
| 1 | 9 avril 2017    | 978-4-08-881097-3 | 8 février 2018 | 979-10-327-0188-1 |
| Liste des chapitres : - Chapitre 1 : Le Futur est entre nos mains - Chapitre 2 : The choice is yours - Chapitre 3 : What's my name?                                   |                 |                   |                |                   |
| 2 | 9 août 2017     | 978-4-08-881139-0 | 5 avril 2018   | 979-10-327-0246-8 |
| Liste des chapitres : - Chapitre 4 : Complémentaires - Chapitre 5 : Témoignage - Chapitre 6 : Young gunz - Chapitre 7 : Black box                                     |                 |                   |                |                   |
| 3 | 9 décembre 2017 | 978-4-06-371323-7 | 5 juillet 2018 | 979-10-327-0273-4 |
| Liste des chapitres : - Chapitre 8 : Turn up - Chapitre 9 : Special force - Chapitre 10 : 3 on three - Chapitre 11 : Underdog                                         |                 |                   |                |                   |
| 4 | 9 avril 2018    | 978-4-08-881391-2 | 3 janvier 2019 | 979-10-327-0319-9 |
| Liste des chapitres : - Chapitre 12 : Je fais ce que je veux - Chapitre 13 : One - Chapitre 14 : Prisonniers N°1,2,3 - Chapitre 15 : Abus de pouvoirs                 |                 |                   |                |                   |
| 5 | 3 août 2018     | 978-4-08-881541-1 | 7 mars 2019    |                   |
| Liste des chapitres : - Chapitre 16 : Marche seul,comme une corne de rhinocéros - Chapitre 17 : Unstoppable - Chapitre 18 : Black or white - Chapitre 19 : Once again |                 |                   |                |                   |